# 長沙蠻
长沙蛮是汉朝至劉宋時期漢人對长沙地区非漢人民族的总称。春秋战国时這些人被稱為蛮方、荆蛮、南蛮。秦朝時分黔中郡設置长沙郡，漢景帝時改為长沙国，生活在長沙國的少非漢人民族開始被稱呼為長沙蠻。东汉永寿三年（157年），长沙蛮一部分人駐扎在益阳，至延熹三年（160年），長沙蠻進攻長沙郡，叛亂人數達到万余人。长沙蛮喜歡五色衣服。這些民族沒有文字，信仰巫鬼，喜歡祭祀。產業以農業、渔猎为生。长沙蛮聚居地在中華人民共和國時期有土家族、苗族、瑶族等民族居住。